# Кристоф Хайнрих фон Ведел
Кристоф Хайнрих фон Ведел (на немски: Christoph Heinrich von Wedel; * 2 ноември 1710
в Браунсфорт в Померания; † 7 ноември 1772 в Халберщат) е благородник от род фон Ведел, господар в Айленщед, Пиздорф в Саксония-Анхалт и Гньолбциг, Фрайенвалде и Ухтенхаген, кралски пруски държавен съветник и камера-президент в Халберщат.
Той е син на Мелхиор Магнус фон Ведел (1686 – 1744) и първата му съпруга Естер фон Подевилс († 1720), дъщеря на курбранденбургския дворцов съветник в Гота Феликс фон Подевилс (1652 – 1725) и София (Агнес) фон Ятцков (1660 – 1716). Баща му се жени втори път за Либика Вилхелмина Елизабет фон Ведел († 1761) и той е полубрат на Мелхиор Магнус Луполд фон Ведел (1726 – 1779).

## Фамилия
Кристоф Хайнрих фон Ведел се жени на 28 август 1738 г. в Айленщет за Анна Луиза Филипина фон Пройс (* 2 ноември 1711, Айленщет; † 23 септември 1764, Халберщат). Те имат три деца:
- Магнус Йоахим Филип фон Ведел (1739 – 1784), господар в Айленщет (1739 – 1784), пруски майор, съветник на Окрръг Остероде, женен на 5 август 1775 г. в Хелмсдорф за София Луиза фон Бюлов (1743 – 1789), дъщеря на Бусо Хайнрих фон Бюлов (1700 – 1774) и Йохана Хенрика ауз дем Винкел (1712 – 1770)
- Вилхелм Феликс Хайнрих фон Ведел (* 24 фвруари 1741, Халберщат; † 24 май 1814, Приздорф), господар на Пиздорф, пруски държавен съветник, женен на 25 април 1768 г. в Хелмсдорф за Шарлота фон Бюлов (1741 – 1808), дъщеря на Бусо Хайнрих фон Бюлов (1700 – 1774) и Йохана Хенрика ауз дем Винкел (1712 – 1770)
- София Луиза Хенриета фон Ведел (* 27 март 1749, Айленщет; † 27 март 1749, Айленщет), омъжена на 24 юни 1764 г. в Айленщет за граф Албрехт фон Анхалт (1735 – 1802)